# Desarrollismo
El desarrollismo o estructuralismo es una teoría económica referida al desarrollo surgida en América Latina a mediados del siglo XX, que sostiene que el orden económico mundial sigue un esquema centro industrial-periferia agrícola, razón por la cual se produce un deterioro estructural de los términos de intercambio en el comercio internacional en perjuicio de los países periféricos, que reproduce el subdesarrollo y amplía la brecha entre países desarrollados y países en vía de desarrollo. Como consecuencia de ese diagnóstico, el desarrollismo sostiene que los países no desarrollados deberían tener Estados activos, con políticas económicas que impulsen la industrialización, para alcanzar una situación de desarrollo autónomo.

## Desarrollismo económico
El desarrollismo económico (estructuralismo) cuestiona la teoría clásica del comercio internacional, apoyada en el principio de las ventajas comparativas, para destacar el fenómeno del deterioro de los términos de intercambio y las transferencias de valor entre países que ello implica, a favor de los países industrializados y en perjuicio de los países con economías primario-exportadoras (centro-periferia y Tesis de Prebisch-Singer).
La industrialización de materias primas tales como trigo, soja, madera o petróleo, da valor agregado a los bienes exportables, y sustituye importaciones (Industrialización por sustitución de importaciones), mejorando así los términos de intercambio y disminuyendo la brecha entre los países. 
El estructuralismo se relaciona estrechamente con la Teoría de la Dependencia. En la década de 1960 algunos estructuralistas comenzaron a percibir las limitaciones de la teoría en su formulación original, como modelo de sustitución de importaciones, fundamentalmente debido a la necesidad de financiar importaciones industriales utilizando divisas de exportaciones primarias, inversiones de capital extranjero, radicaciones de empresas multinacionales, y endeudamiento externo. Estos desarrollos llevaron a algunos economistas de esta orientación a complementar sus desarrollos teóricos con los trabajos sociológicos sobre la dependencia que veían desarrollándose desde los años 1930, en gran medida iniciados por Sergio Bagú. Se conformó así la llamada Teoría de la Dependencia.
Los principales economistas de esta tendencia son  el argentino Raúl Prebisch, los brasileños Celso Furtado y Fernando Henrique Cardoso, el chileno Aníbal Pinto Santa Cruz, así como también el argentino Aldo Ferrer, y el mexicano Víctor Urquidi, entre otros.

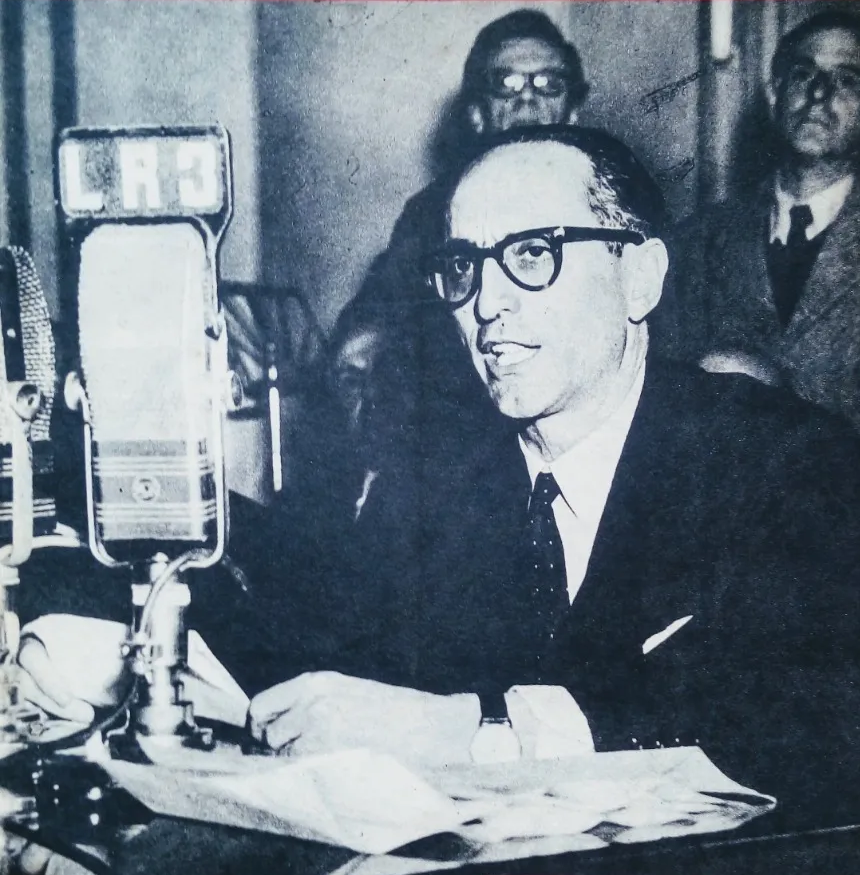
El expresidente Arturo Frondizi, máximo referente del Desarrollismo en la Argentina.

## Historia

### Latinoamérica
El desarrollismo está vinculado a la aparición de la Teoría del desarrollo, como una profundización de sus implicancias, hasta el punto de conformar una teoría independiente.
Luego de la Segunda Guerra Mundial, y siguiendo la Teoría del desarrollo clásica, que sostenía que los países iban avanzando a través de fases cada vez más evolucionadas de desarrollo económico (desde la economía agraria a la economía industrial de consumo masivo), las Naciones Unidas crearon una serie de comisiones económicas para impulsar el desarrollo de los países no desarrollados. 
Una de esas comisiones fue la CEPAL (Comisión Económica para América Latina de las Naciones Unidas). Inicialmente la CEPAL trabajó siguiendo las pautas lineales de la teoría clásica del desarrollo, pero a poco avanzar, algunos economistas y sociólogos de la comisión fueron notando que en América Latina existían circunstancias sociopolíticas que obstaculizaban el desarrollo y condicionaban la aplicación de los supuestos puramente económicos de las teorías clásicas. Entre sus figuras principales se encontraban el argentino Raúl Prebisch y el brasileño Celso Furtado.
Por esa razón, esos economistas y sociólogos comenzaron a analizar y profundizar las razones del subdesarrollo en los países de América Latina que la llevaron a conclusiones autónomas sobre las causas del desarrollo y las medidas necesarias para impulsarlo. Estas teorías tomaron el nombre de desarrollismo o estructuralismo.
El desarrollismo fue puesto en marcha en América Latina luego de la Segunda Guerra Mundial. Con las experiencias, aunque con considerables diferencias, de Juan Domingo Perón y Arturo Frondizi, el desarrollismo tuvo gran influencia en el resto de la América Latina entre 1950 y 1980 impulsando los modelos de sustitución de importaciones, especialmente en Argentina, Chile, Uruguay, Brasil, República Dominicana y México. A partir de la crisis del petróleo de 1973 el desarrollismo entró en crisis. Luego de las crisis internacionales del sudeste asiático en la década de 1990, varios países de América Latina como Argentina, Brasil, Rep. Dominicana, México o Uruguay, impulsaron políticas económicas neo-desarrollistas, adaptadas al contexto de la globalización.

### España
En España, el desarrollismo sucedió a la etapa autárquica, durante la dictadura de Francisco Franco. La intervención del Estado se instrumentó jurídicamente mediante tres planes de desarrollo que tenían un fuerte sesgo industrial. El periodo, que comprende los años 60 y la mitad de los 70, se caracterizó por un fuerte incremento del PIB. El modelo, muy dependiente de algunas industrias pesadas como la siderurgia y la construcción naval, se agotó con la crisis de 1973.